# Hospital de Oftalmología Santa Lucía
El Hospital de Oftalmología Santa Lucía es un hospital público de la Ciudad de Buenos Aires, Argentina. Se encuentra en la avenida San Juan 2021, en el barrio de San Cristóbal.

## Historia
El primer hospital oftalmológico de América Latina fue creado por decreto del 2 de enero de 1823, por el General Martín Rodríguez en cuya administración participaba Bernardino Rivadavia como ministro. Rivadavia, que en 1826 asumiría la presidencia del país, fue el creador de la Sociedad de Beneficencia de la Capital que comenzó su labor solidaria el 12 de abril de 1923.
La iniciativa de la presidenta de la Sociedad de Beneficencia, Dolores Lavalle de Lavalle, propició la creación del Consultorio Oftalmológico que las Hermanas Hijas de María instalaron en la calle Moreno 932. Decisión que promovió que el 21 de octubre de 1878, se creara el Servicio de Enfermedades de los Ojos que dio origen al actual hospital Santa Lucía.
El actual edificio sobre la avenida San Juan 2021  fue inaugurado el 14 de diciembre de 1922. Julia Sáenz Rozas de Rosetti desempeñó un papel fundamental al contribuir con una donación de $300.000 para la construcción de este edificio, realizada en 1918, cumpliendo el deseo de su difunto esposo Samuel. La Sociedad de Beneficencia, con asesoramiento técnico y proyección por parte de la sociedad, llevó a cabo la construcción del edificio. A pesar de que el costo excedió la cantidad estipulada, Julia Sáenz Rozas de Rosetti asumió todos los gastos relacionados con el vasto edificio. La sede actual consta de cuatro plantas y es reconocida por sus líneas severas y elegantes.

## Especialidades médicas para personas adultas
El hospital Santa Lucía cuenta con las siguientes especialidades:
- Oftalmología[8]
- Córnea
- Guardia
- Estrabismo
- Segmento Anterior
- Banco de Ojos
- Vías Lagrimales
- Uveitis e Infecciones
- Retina
- Glaucoma
- Orbita
- Consultorio Cirugía
- Cirugía Refractiva
- Consultorios Externos
- Plástica

## Especialidades médicas pediátricas
- Oftalmología
- Oftalmopediatría
- Estrabismo